# Carl Kalisch
Abraham Carl Kalisch (30. november 1856 i Vejle – 26. juli 1931) var en dansk litterat.
Han var søn af handelsrejsende Isac Hillel Kalisch (1822-1892) og hustru Amalie født Meyer (1819-1879), blev student (privat dimitteret) 1879, mag. art. 1889 og dr. phil. (Studier over Tennyson med et kort Omrids af Digterens Liv) 1893. Han skrev også Shakespeares yngre Samtidige og Efterfølgere (1890).
Kalisch var lektor ved Købmandsskolen indtil 1927, Niels Brocks Handelshøjskole o.a. steder og medlem af bestyrelsen for English Debating Club fra 1885 og formand fra 1894. Han var medlem af Det Danske Sprog- og Litteraturselskabs bestyrelse 1884-1900.
Han blev gift 15. november 1893 med Alma Norup (1. marts 1862 i Fredericia - ?), datter af kaptajn Sophus Norup (1828-1903) og hustru født Rosing.